# Letnie Grand Prix w skokach narciarskich 2002
Letnie Grand Prix w skokach narciarskich 2002 – 9. edycja Letniego Grand Prix, która rozpoczęła się 10 sierpnia 2002 roku w Hinterzarten, a zakończyła 14 września 2002 w Innsbrucku. Rozegrano 6 konkursów indywidualnych.

## Zwycięzcy

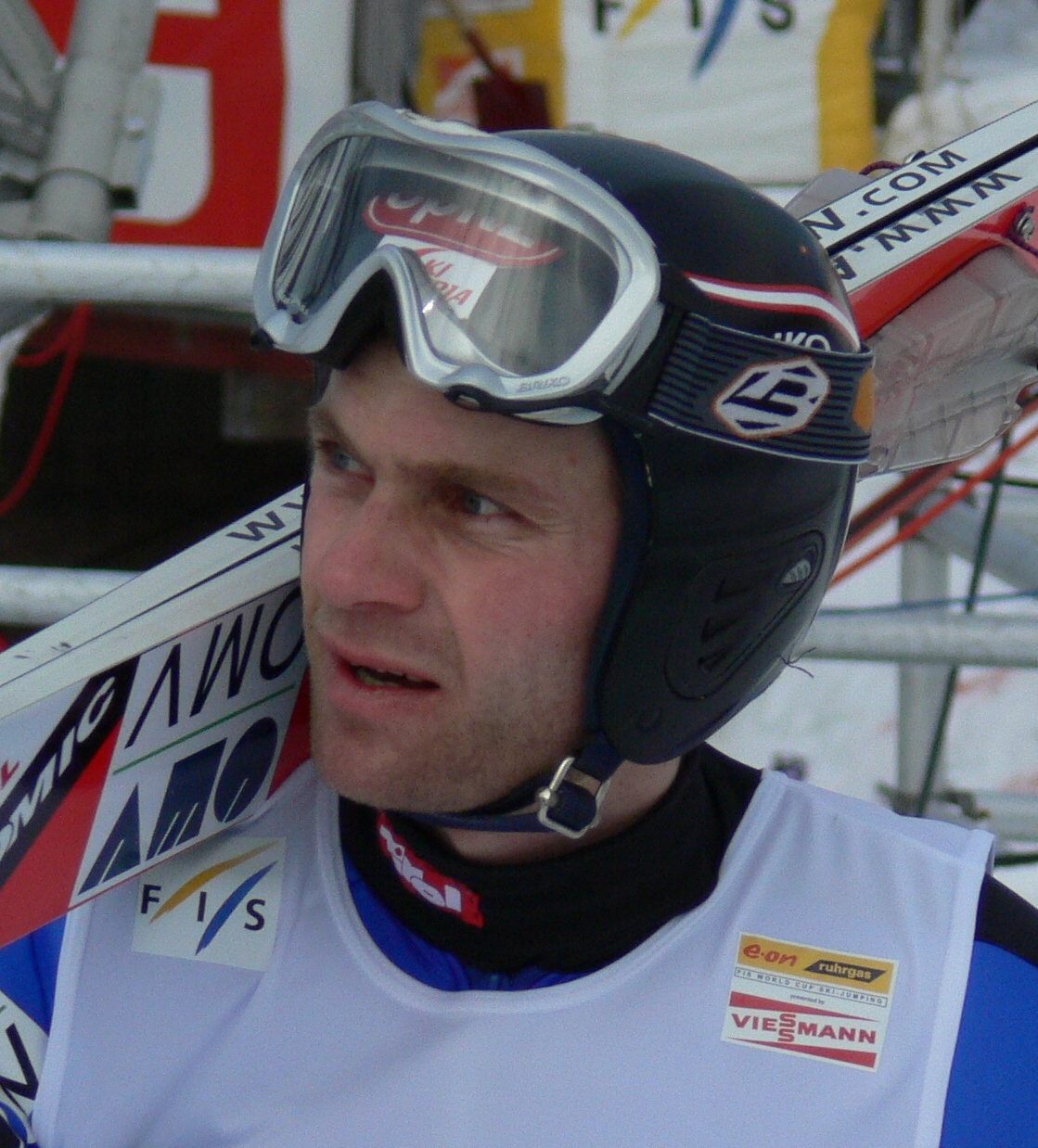
Andreas Widhölzl, zwycięzca Letniego Grand Prix 2002
Reprezentacja Austrii, zdobywcy Pucharu Narodów

## Kalendarz i wyniki
| Lp.                                           | Data                                          | Miejscowość                                   | Punkt K                                       | Uwagi                                         | 1. miejsce       | 2. miejsce   | 3. miejsce       |
| --------------------------------------------- | --------------------------------------------- | --------------------------------------------- | --------------------------------------------- | --------------------------------------------- | ---------------- | ------------ | ---------------- |
| 1.                                            | 10 sierpnia 2002                              | Hinterzarten                                  | K-95                                          | –                                             | Andreas Widhölzl | Janne Ahonen | Matti Hautamäki  |
| 2.                                            | 11 sierpnia 2002                              | Hinterzarten                                  | K-95                                          | –                                             | Andreas Widhölzl | Clint Jones  | Martin Höllwarth |
| 3.                                            | 14 sierpnia 2002                              | Courchevel                                    | K-120                                         | –                                             | Andreas Widhölzl | Clint Jones  | Robert Kranjec   |
| 4.                                            | 6 września 2002                               | Lahti                                         | K-116                                         | –                                             | Andreas Widhölzl | Janne Ahonen | Martin Koch      |
| 5.                                            | 7 września 2002                               | Lahti                                         | K-116                                         | –                                             | Andreas Widhölzl | Janne Ahonen | Martin Höllwarth |
| 6.                                            | 14 września 2002                              | Innsbruck                                     | K-120                                         | –                                             | Martin Höllwarth | Clint Jones  | Andreas Widhölzl |
| Letnie Grand Prix 2002 – klasyfikacja końcowa | Letnie Grand Prix 2002 – klasyfikacja końcowa | Letnie Grand Prix 2002 – klasyfikacja końcowa | Letnie Grand Prix 2002 – klasyfikacja końcowa | Letnie Grand Prix 2002 – klasyfikacja końcowa | Andreas Widhölzl | Clint Jones  | Janne Ahonen     |

## Klasyfikacje

### Klasyfikacja indywidualna
Stan po zakończeniu LGP 2002
| Miejsce | Zawodnik         | Punkty |
| ------- | ---------------- | ------ |
| 1.      | Andreas Widhölzl | 560    |
| 2.      | Clint Jones      | 354    |
| 3.      | Janne Ahonen     | 338    |
| 4.      | Martin Höllwarth | 306    |
| 5.      | Martin Koch      | 244    |
| 6.      | Roar Ljøkelsøy   | 193    |
| 7.      | Robert Kranjec   | 179    |
| 8.      | Roberto Cecon    | 172    |
| 9.      | Matti Hautamäki  | 159    |
| 10.     | Adam Małysz      | 126    |
| ...     |                  |        |

### Klasyfikacja drużynowa
Stan po zakończeniu LGP 2002
| Miejsce | Reprezentacja     | Punkty |
| ------- | ----------------- | ------ |
| 1.      | Austria           | 1442   |
| 2.      | Finlandia         | 703    |
| 3.      | Stany Zjednoczone | 426    |
| 4.      | Norwegia          | 382    |
| 5.      | Słowenia          | 354    |
| 6.      | Niemcy            | 326    |
| 7.      | Japonia           | 220    |
| 8.      | Włochy            | 172    |
| 9.      | Polska            | 137    |
| 10.     | Szwajcaria        | 122    |
| 11.     | Francja           | 32     |
| 12.     | Czechy            | 8      |
| 13.     | Rosja             | 5      |